# Ruta Nacional 56 (Colombia)
La Ruta Nacional 56 hace parte del corredor vial nacional de Colombia que inicia desde Medellín pasando por el Oriente antioqueño, el Magdalena caldense, las provincias cundinamarqueses del Bajo Magdalena y de Rionegro, la Sabana de Bogotá, la región del Valle de Tenza en Boyacá y termina en el piedemonte llanero cuando se une con la Ruta 65 en el sitio conocido como Aguaclara (Sabanalarga) en el departamento de Casanare.

## Antecedentes
La ruta fue establecida
Vía Medellín - Las Palmas - Sonsón - La Dorada, conocida como Vía del Renacimiento, tiene una historia que se remonta al siglo XX. A principios del siglo XX, Sonsón era una ciudad económicamente próspera y una de las principales ciudades de Antioquia. Los sonsoneños anhelaban la construcción de una vía que los conectara con el centro del país, lo cual coincidió con la voluntad del Gobierno Nacional de construir una vía entre Medellín y Bogotá en 1930. Actualmente, existen tramos pavimentados y tramos sin pavimentar en la vía Sonsón-La Dorada. Se estima que faltan por pavimentar aproximadamente 100 kilómetros de los 180 kilómetros totales. En cuanto a las concesiones actuales y proyectos futuros, se están realizando esfuerzos para pavimentar y mejorar la vía, y se han asignado recursos para este fin. La vía ha estado en estado de abandono y deterioro, pero se busca revitalizarla para promover el desarrollo y la conectividad en la región.
Vía Yacopí - La Palma - Pacho - Zipaquirá conocida como la troncal de Rionegro fue considerada una ruta Nacional hasta el Decreto Resolución 339 de 1999 que eliminó el tramo entre La Palma y Zipaquirpa quedano actualmente como ruta secundaria departamental de Cundinamarca. Fue construida en la década de 1950 durante el gobierno de Gustavo Rojas Pinilla. Actualmente la vía se encuentra en su mayoría pavimentada, excepto algunos tramos de pocos kilómetros entre La Palma y Pacho que están en afirmado. Esta vía no cuenta con ninguna concesión actualmente. Sin Embargo en 2021 la gobernación de Cundinamarca anunció una inversión de $90.000 millones para mejorar los tramos que requieren mayor prioridad según las alcaldías locales.
Vía Ubaté-Chocontá fue considerada parte de la Ruta 56 hasta Resolución 339 de 1999 donde pasó a ser carretera secundaria departamental. La construcción de esta vía comenzó en la década de 1960 y se ha llevado a cabo en diferentes etapas a lo largo de los años. Actualmente, la vía se encuentra en buen estado, con tramos pavimentados y otros en afirmado. En 2019,  se adjudicó la construcción de un tramo de la vía, que comprende 7,5 kilómetros de longitud, a la empresa china CRCC. Además, se espera que la vía sea incluida en el Plan Nacional de Desarrollo 2018-2022, lo que permitiría la asignación de recursos para su mantenimiento y mejoramiento.
Vía Chocontá - Guateque - Las Juntas - Aguaclara: Conocida como la Vía Alterna al Llano, inició su construcción en la decáda de los 30 del Siglo XX bajo el gobierno de Enrique Olaya Herrera (Nacido en el municipio de Guateque) como un ramal de la Carretera Central del Norte que permitiera el acceso de la región del Valle de Tenza con la Capital del País. En la década de los 70 del Siglo XX tomó mayor importancia con la construcción de la Central Hidroeléctrica del Chivory la necesidad de crear una ruta alterna por San Luis de Gaceno que conectara a Bogotá con los Llanos Orientales debido a los constantes derrubes en la vía Bogotá - Villavicencio. En el año 2015, La Ruta se incluyó entre las Vías 4G por medio de la Concesión Transversal del Sisga que se encargó del mejoramiento de la vía así como la pavimentación de tramos especialmente entre Santa María y El Secreto. La Concesión actualmente está en fase de operación e irá hasta el año 2040.  

## Descripción de la Ruta
La Ruta posee una longitud total de 312,74 km. aproximadamente, dividida de la siguiente manera:

### Ruta Actual[8]
| Administración           | Administración | Administración |
| ------------------------ | -------------- | -------------- |
| INVIAS                   | 83,65 km       | 27%            |
| ANI                      | 218,59 km      | 70%            |
| Concesión Departamental* | 10,50 km       | 3%             |
| Tramos                   |                |                |
| Principales              | 4              | 4              |
| Alternos                 | 0              | 0              |
| Pasos                    | 0              | 0              |
| Variantes                | 0              | 0              |
| Ramales                  | 3              | 3              |
| Subramales               | 1              | 1              |

*La Concesión Departamental está a Cargo de la Concesión Túnel de Aburrá-Oriente
| Código   | Tipo     | Recorrido                                | Clasificación SINC                                                  | PR Inicial | PR Final | Longitud km. |
| -------- | -------- | ---------------------------------------- | ------------------------------------------------------------------- | ---------- | -------- | ------------ |
| 5601     | Tramo    | Medellín - Don Diego - La Unión - Sonsón | Circuito Medellín - Valle de Rionegro                               | 0+0000     | 103+0000 | 103,00       |
| 5604     | Tramo    | Yacopí - La Palma                        | Circuito de las Provincias de Rionegro y Bajo Magdalena             | 0+0000     | 24+0500  | 22,50        |
| 5607     | Tramo    | Chocontá - Guateque                      | Conexión Troncal Central del Norte - Troncal Villagarzon - Saravena | 0+0000     | 45+0790  | 45,79        |
| 5608     | Tramo    | Guateque - Aguaclara                     | Conexión Troncal Central del Norte - Troncal Villagarzon - Saravena | 0+0000     | 92+0048  | 92,05        |
| 56AN01   | Ramal    | La Fe - El Retiro                        | Circuito Medellín - Valle de Rionegro                               | 0+0000     | 3+0800   | 3,80         |
| 56AN02   | Ramal    | Don Diego - Rionegro - Marinilla         | Circuito Medellín - Valle de Rionegro                               | 0+0000     | 21+0300  | 21,30        |
| 56AN02-1 | Subramal | Rionegro - El Carmen                     | Circuito Medellín - Valle de Rionegro                               | 0+0000     | 8+0500   | 8,50         |
| 56AN03   | Ramal    | Rionegro - La Ceja                       | Circuito Medellín - Valle de Rionegro                               | 0+0000     | 15+0800  | 15,80        |

### Ruta eliminada o anterior[8]
Las siguientes porciones de ruta fueron incluidas en la Resolución 3700 de 1995, sin embargo fueron eliminadas ya sea por su cesión a los gobiernos departamentales, municipales, o por la no existencia de la vía.
| Código   | Tipo     | Recorrido                             | Situación Actual |
| -------- | -------- | ------------------------------------- | --- |
| 5602     | Tramo    | Sonsón - Florencia                    | - 56AN10 Carretera secundaria departamental (Sonsón - Nariño) - 56AN10-2 Carretera terciaria departamental (Nariño - Puente Linda) - 5602 Carretera secundaria departamental (Puente Linda - Florencia) |

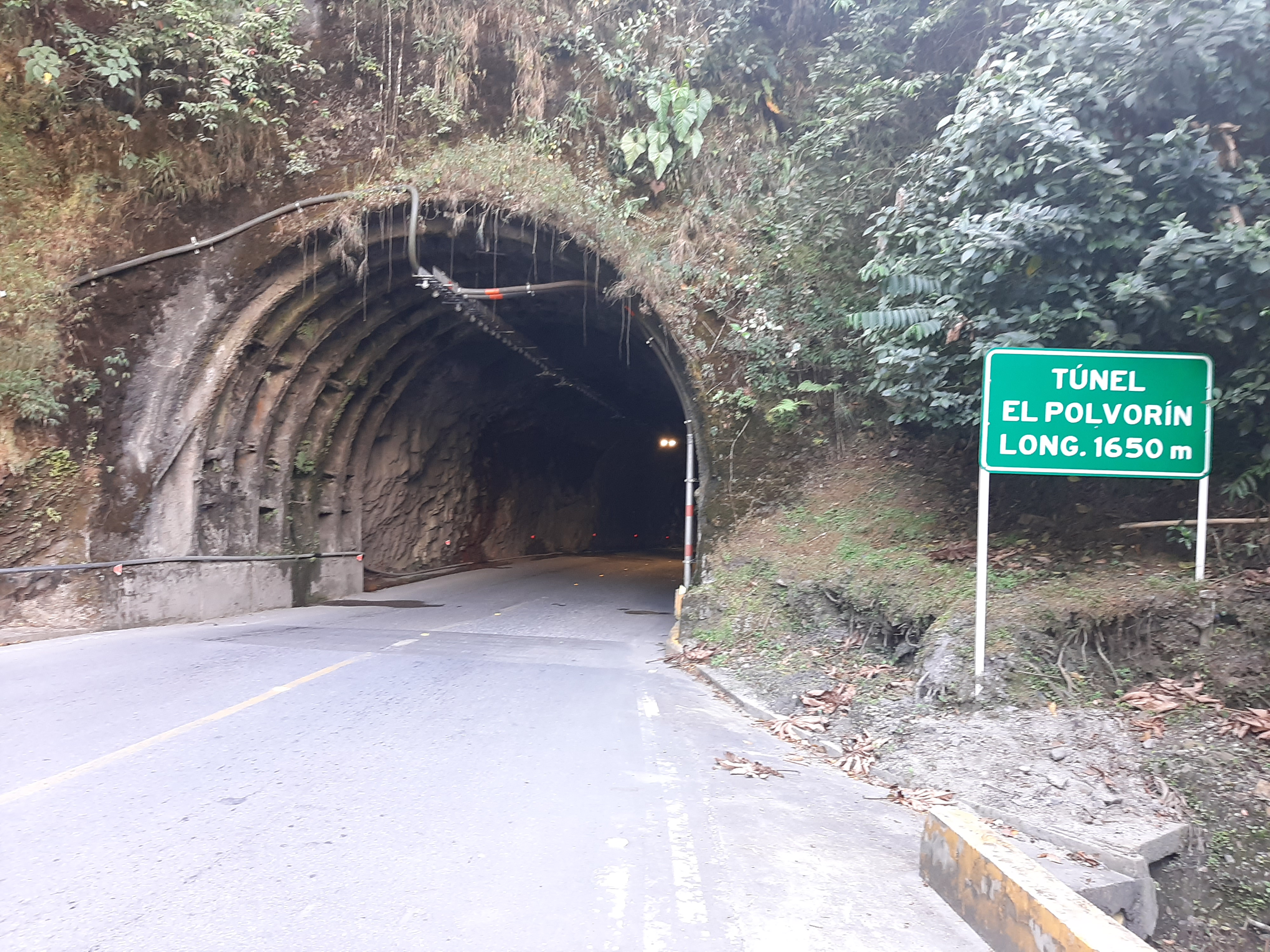
Túnel El Polvorín en el Tramo 08 de la Ruta 56. Es el túnel más largo en este tramo.

| 5603     | Tramo    | Florencia - Cruce Ruta 45 (La Dorada) | - 5603 Carretera secundaria departamental |
| 5604     | Tramo    | Puerto Salgar - Yacopí                | - Carretera inexistente |
| 5605     | Tramo    | La Palma - Zipaquirá                  | - 5605 Carretera secundaria departamental |
| 5606     | Tramo    | Ubaté - Chocontá                      | - 5606 Carretera secundaria departamental |
| 56ANA    | Paso     | Paso por Nariño                       | - Vía urbana de Nariño |
| 56CLA    | Paso     | Paso por Norcasia                     | - Carrera 6 Vía urbana de Norcasia |
| 56CNA    | Paso     | Paso por Pacho                        | - Vía urbana de Pacho |
| 56AN04   | Ramal    | La Frontera - Abejorral - Pantanillo  | - 56AN07 Carretera secundaria departamental (La Frontera - Abejorral) - 05002VT176 Carretera terciaria departamental (Abejorral - Pantanillo)                                                           |
| 56AN05   | Ramal    | Sonsón - Los Medios                   | - 05313VT16 Carretera terciaria municipal |
| 56AN06   | Ramal    | La Quiebra - Argelia                  | - 56AN10-1 Carretera secundaria departamental |
| 56AN07   | Ramal    | Samaná - Río Venus                    | - Carretera sin definir |
| 56BY01   | Ramal    | El Salitre - Somondoco                | - 56BY01 Carretera secundaria departamental |
| 56BY02   | Ramal    | Las Juntas - El crucero               | - 56BY02 Carretera secundaria departamental |
| 56CA01   | Ramal    | El Secreto - Sabanalarga              | - 56CA01 Carretera secundaria departamental |
| 56CN01   | Ramal    | Salitre de Manta - Manta              | - 56CN01 Carretera terciaria departamental |
| 56CN02   | Ramal    | Salitre de Manta - Tibirita           | - 03-02-04 Carretera terciaria municipal |
| 56AN04-1 | Subramal | Subramal a Granadillo                 | - 05002VT61 Carretera terciaria departamental |
| 56AN04-2 | Subramal | Subramal a Chagualal                  | - 05002VT250 Carretera terciaria departamental |

## Municipios
Las ciudades y municipios por los que recorre la ruta son los siguientes: 
| Leyenda | recorrido actual recorrido anterior Río Lugar Cabecera municipal | recorrido actual recorrido anterior Río Lugar Cabecera municipal | recorrido actual recorrido anterior Río Lugar Cabecera municipal |
| Tramo   | Municipio                                                        | Recorrido | Departamento                                                     |
| 1001    | Tumaco                                                           | Tumaco, Río Aguaclara; Buchely, Cajapi; Tangareal del Mira; Pueblo Nuevo; La Espriella (Cruce 0501 ); Caunapi; El Gualtal; Llorente; La Guayacana.                                          | Nariño                                                           |
| 1001    | 'Barbacoas'                                                      | Junín (Acceso 1302 a Barbacoas). | Nariño                                                           |
| 1002    | 'Barbacoas'                                                      | Junín; Altaquer. | Nariño                                                           |
| 1002    | 'Ricaurte'                                                       | Ricaurte; Chucunes (Acceso 10NR02 a La Planada y El Rollo) | Nariño                                                           |
| 1002    | Mallama                                                          | Mallama; Chambú. | Nariño                                                           |
| 1002    | Sapuyes                                                          | El Espino (Cruce 1701 ). | Nariño                                                           |
| 1002    | Túquerres                                                        | Santander de Valencia; Túquerres (Cruce 1702 , Acceso 10NR03 a Sapuyes y acceso 10NR05 a Ospina); Pinzón; La Floresta; Puente Alto; Chalitala; Los Arrayanes (Acceso 10NR06 a Guaitarilla). | Nariño                                                           |
| 1002    | Imués                                                            | Neira Santa Ana, Chirristes (Acceso 10NR07 a Guaitarilla); Santa Rosa (Acceso 10NR07 a Imués); Pedregal (Cruce 2501 ).                                                                      | Nariño                                                           |
| 1003    | 'Pasto'                                                          | Pasto (Cruce 25NRD ); Laguna de la Cocha (Acceso); El Encano; La Piscicultura. | Nariño                                                           |
| 1003    | 'Santiago'                                                       | Carrizal (Acceso 10PT01 a Cascajo y Volcán Sibundoy); Santiago | Putumayo                                                         |
| 1003    | 'Colón'                                                          | Colón; San Pedro. | Putumayo                                                         |
| 1003    | Sibundoy                                                         | Sibundoy. | Putumayo                                                         |
| 1003    | 'San Francisco'                                                  | San Francisco; Acceso a Nueva vía San Francisco - Mocoa (En Proyecto). | Putumayo                                                         |
| 1003    | Mocoa                                                            | La Tebaida; El Pepino (Cruce 4502 ). | Putumayo                                                         |

## Concesiones y proyectos
Actualmente la ruta no posee kilómetros entregados en Concesión para su construcción, mejoramiento y operación.
Actualmente la Ruta Nacional, aunque está eliminada, si tiene proyectos a largo plazo, los cuales son:
Actualmente la ruta posee los siguientes sectores en Concesión:
Si bien la Ruta Nacional fue eliminada, hay tramos existentes que se encuentran como parte de proyecto de INVIAS o en concesión, entre ellos son:

### Concesiones y proyectos actuales
| Código | Sector | Tipo | Cód. proyecto | Nombre Proyecto | Concesionaria | Unidad Funcional | Etapa | PR Inicial | PR Final | Longitud km. |
| ------ | ------ | ---- | ------------- | --------------- | ------------- | ---------------- | ----- | ---------- | -------- | ------------ |
|        |        |      |               |                 |               |                  |       |            |          |              |
|        |        |      |               |                 |               |                  |       |            |          |              |
|        |        |      |               |                 |               |                  |       |            |          |              |
|        |        |      |               |                 |               |                  |       |            |          |              |
|        |        |      |               |                 |               |                  |       |            |          |              |
|        |        |      |               |                 |               |                  |       |            |          |              |
|        |        |      |               |                 |               |                  |       |            |          |              |
|        |        |      |               |                 |               |                  |       |            |          |              |
|        |        |      |               |                 |               |                  |       |            |          |              |
|        |        |      |               |                 |               |                  |       |            |          |              |
|        |        |      |               |                 |               |                  |       |            |          |              |
|        |        |      |               |                 |               |                  |       |            |          |              |
|        |        |      |               |                 |               |                  |       |            |          |              |
|        |        |      |               |                 |               |                  |       |            |          |              |
|        |        |      |               |                 |               |                  |       |            |          |              |
|        |        |      |               |                 |               |                  |       |            |          |              |
|        |        |      |               |                 |               |                  |       |            |          |              |
|        |        |      |               |                 |               |                  |       |            |          |              |
|        |        |      |               |                 |               |                  |       |            |          |              |
|        |        |      |               |                 |               |                  |       |            |          |              |
|        |        |      |               |                 |               |                  |       |            |          |              |

### Concesiones y proyectos anteriores
| Código | Sector | Tipo | Cód. proyecto | Nombre Proyecto | Concesionaria | Unidad Funcional | Etapa | PR Inicial | PR Final | Longitud km. |
| ------ | ------ | ---- | ------------- | --------------- | ------------- | ---------------- | ----- | ---------- | -------- | ------------ |
|        |        |      |               |                 |               |                  |       |            |          |              |
|        |        |      |               |                 |               |                  |       |            |          |              |
|        |        |      |               |                 |               |                  |       |            |          |              |
|        |        |      |               |                 |               |                  |       |            |          |              |
|        |        |      |               |                 |               |                  |       |            |          |              |
|        |        |      |               |                 |               |                  |       |            |          |              |
|        |        |      |               |                 |               |                  |       |            |          |              |
|        |        |      |               |                 |               |                  |       |            |          |              |
|        |        |      |               |                 |               |                  |       |            |          |              |
|        |        |      |               |                 |               |                  |       |            |          |              |
|        |        |      |               |                 |               |                  |       |            |          |              |
|        |        |      |               |                 |               |                  |       |            |          |              |
|        |        |      |               |                 |               |                  |       |            |          |              |
|        |        |      |               |                 |               |                  |       |            |          |              |
|        |        |      |               |                 |               |                  |       |            |          |              |
|        |        |      |               |                 |               |                  |       |            |          |              |

### Concesiones y proyectos futuros
| Código | Sector | Tipo | Cód. proyecto | Nombre Proyecto | Concesionaria | Unidad Funcional | Etapa | PR Inicial | PR Final | Longitud km. |
| ------ | ------ | ---- | ------------- | --------------- | ------------- | ---------------- | ----- | ---------- | -------- | ------------ |
|        |        |      |               |                 |               |                  |       |            |          |              |
|        |        |      |               |                 |               |                  |       |            |          |              |
|        |        |      |               |                 |               |                  |       |            |          |              |
|        |        |      |               |                 |               |                  |       |            |          |              |
|        |        |      |               |                 |               |                  |       |            |          |              |
|        |        |      |               |                 |               |                  |       |            |          |              |
|        |        |      |               |                 |               |                  |       |            |          |              |
|        |        |      |               |                 |               |                  |       |            |          |              |
|        |        |      |               |                 |               |                  |       |            |          |              |
|        |        |      |               |                 |               |                  |       |            |          |              |
|        |        |      |               |                 |               |                  |       |            |          |              |
|        |        |      |               |                 |               |                  |       |            |          |              |
|        |        |      |               |                 |               |                  |       |            |          |              |
|        |        |      |               |                 |               |                  |       |            |          |              |
|        |        |      |               |                 |               |                  |       |            |          |              |
|        |        |      |               |                 |               |                  |       |            |          |              |